# Itochu
Itochu Corporation (伊藤忠商事株式会社 Itōchū Shōji Kabushiki-gaisha?,  conocida internacionalmente hasta 1992 como C. Itoh & Co.) es una corporación japonesa con sede en Umeda, Kita-ku, Osaka y en Aoyama (Tokio), Minato-ku, Tokio. Es el segundo sōgō shōsha (compañía de comercio general) más grande de Japón tras Mitsubishi Corporation. Se remonta sus antecedentes al año 1858 cuando Itō Chūbei, su fundador, comenzó operaciones comerciales con venta de lino de puerta en puerta, en las regiones entre Osaka y Kyushu. 
Actualmente opera a través de distintas divisiones empresariales de los siguientes rubros: textil, maquinaria, ICT, aeroespacio y electrónica, químicos, productos forestales y mercancías, alimentos y finanzas, aseguradoras, bienes raíces y servicios logísticos.
Realiza la conversión del Mazda 2 a vehículo eléctrico para cargarlo con energía solar.